# 塞切尼温泉浴场
塞切尼温泉浴场（匈牙利語：Széchenyi gyógyfürdő）是位于匈牙利布达佩斯城市公园的溫泉浴場，是欧洲最大的温泉浴场。其水源来自于两口温泉，這裡的水由鈣、鎂、碳氫化合物、鈉和硫酸鹽組成。其泉浴場名稱以匈牙利改革家塞切尼·伊什特万的名字命名。

## 歷史

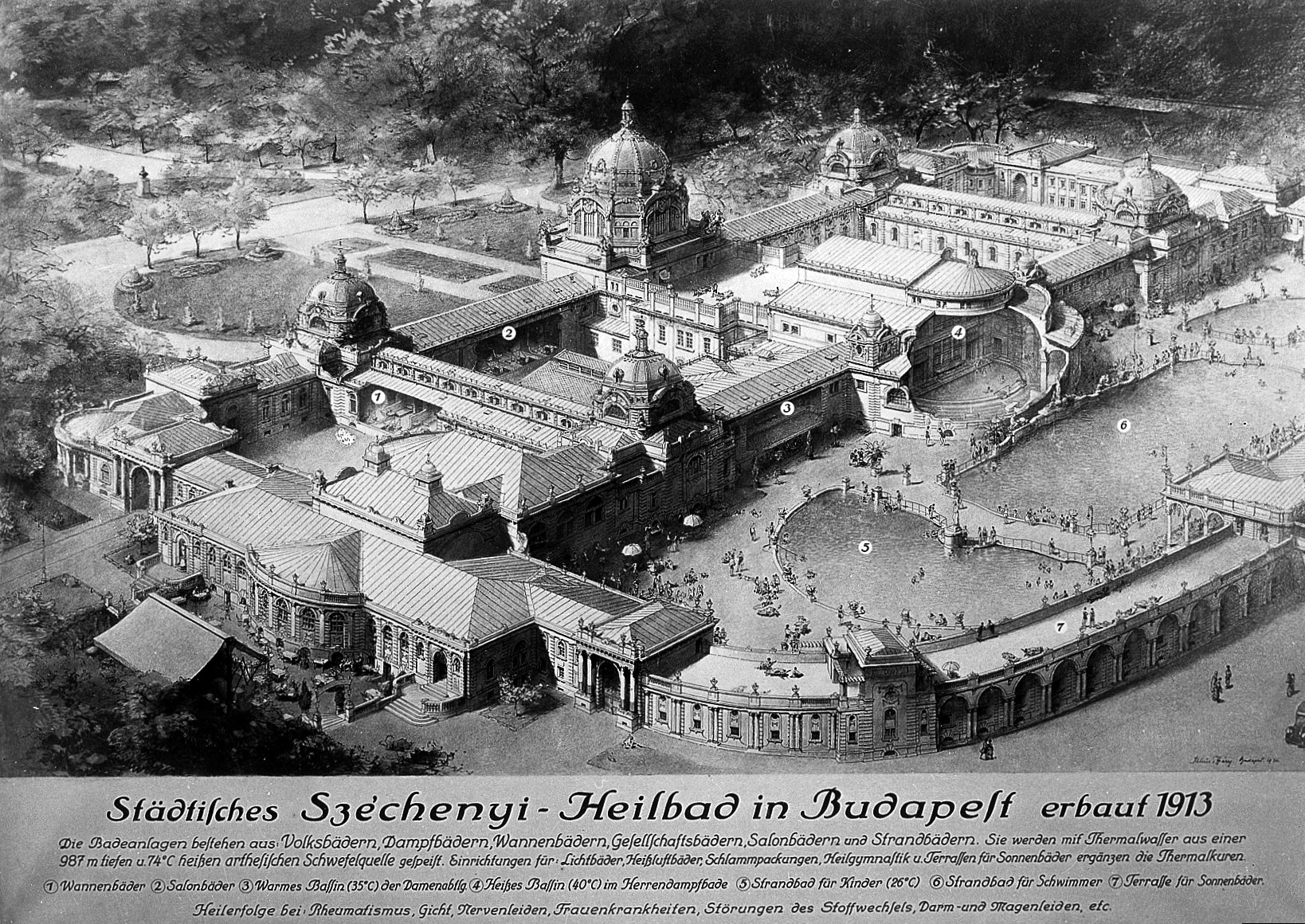
1913年啟用不久的塞切尼温泉浴场。

1866年11月24日，維爾莫斯·席格蒙迪向佩斯市議會提交了一份請願書推動簽訂挖掘自流含水層的深井工程，並在1868年11月15日開始鑽探，直到 1878年1月才在挖掘達970.48公尺的深度下完成。
1880年7月1日，布達佩斯公共工程委員會批准在帕拉蒂尼島建温泉浴场。僅僅一年後澡堂就開張。隨著浴場越來越受歡迎，1899年起市政府開始考慮建築物擴建。1904年，浴場被允許使用塞切尼·伊什特万的名稱命名。1907年，由於原有的自流浴不再符合浴場要求，政府決定建造一個新浴池。原本的設施則在1936年被拆除。
建造新浴場的成本估計為3,835,100克朗。於1909年5月7日開工至至1913年6月16日完工。最初建築共分為五個浴室：私人浴室、男士蒸汽浴、女性蒸汽浴、男性公共浴池、女性公共浴池足成，其中圓頂大廳被設計為建築物的主要樞紐。也是建築中最華麗的房間。包括供暖和機房在內的總建築面積75294.34平方米，建築師由焦索·齊格勒以新巴洛克式建築設計。後該建築群於1927年擴建至目前的規模，現設有3個室外游泳池和15個室內游泳池。現在男女都可以使用主要的游泳區和溫泉區。
此外，最初擴建後由於自流井無法提供所需的較大水量，因此鑽探了一口新井。第二個溫泉於1938 年在1,256公尺（4,121 英尺）的深度被發現，溫度為77 °C（171 °F）。每天能夠供應 6,000,000 升（1,600,000 美製加侖）的熱水。1999年至2009年間，塞切尼温泉浴场進行了全面翻新。

## 水溫
塞切尼温泉浴场提供多種不同溫度的水池。遊客可以在水療中心租用或購買毛巾和泳衣。室外游泳池（游泳池、冒險池和溫泉池）的溫度為27至38°C（81至100°F）。游泳池的深度為0.8至1.7公尺（2 英尺 7 英寸至 5 英尺 7 英寸）。冒險池的深度為8公尺（2 英尺 7 英寸）。客人可以使用水流、漩渦浴缸和按摩水束，具有對脊椎有益的效果。
室內游泳池的溫度則不同，水溫介於18至38°C（64至100°F）之間。並設有多種類型的浴池區提供使用，該建築群還設有桑拿室和蒸汽室、土耳其浴等設施。

## 圖片

### 建築

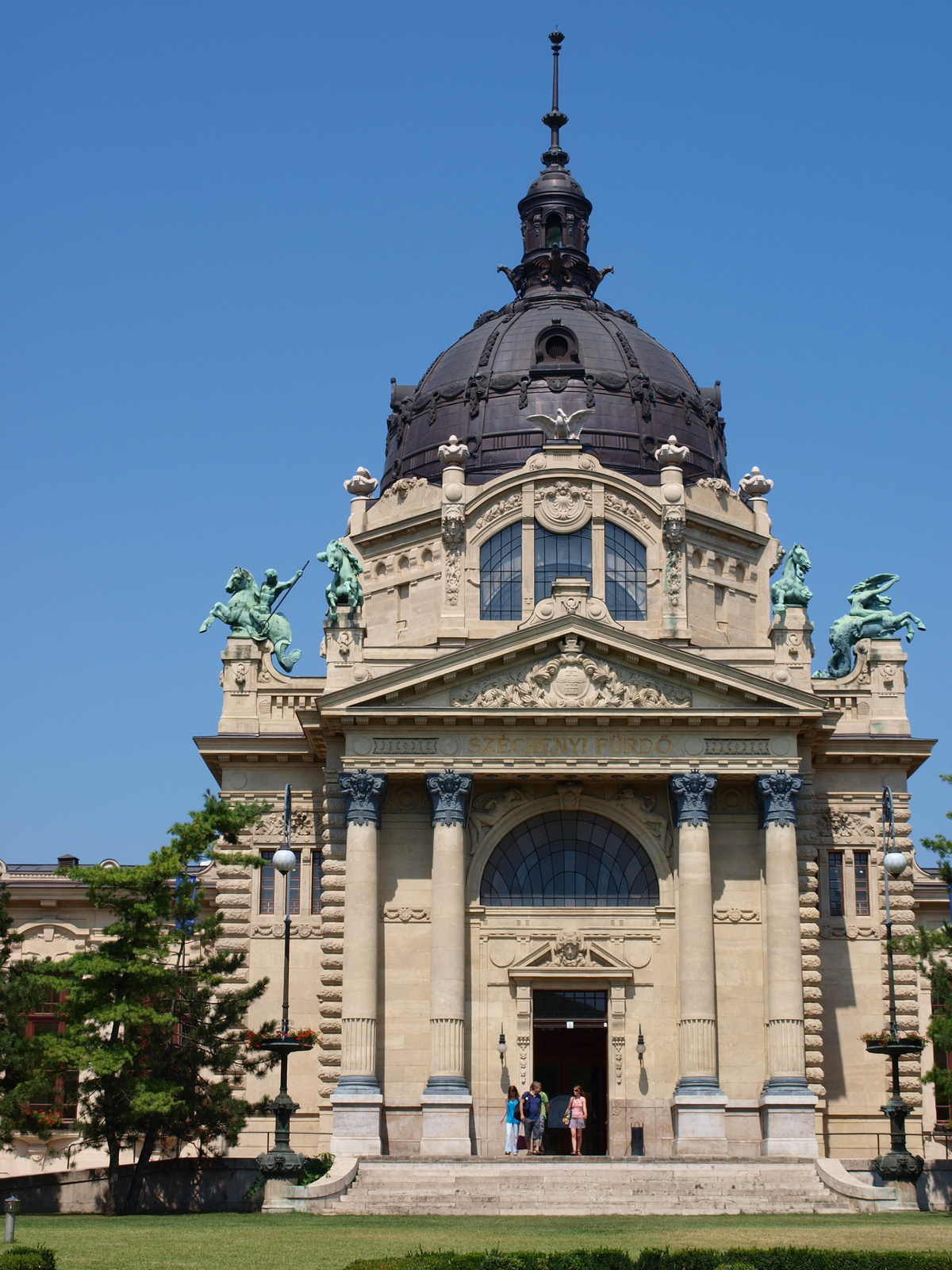
塞切尼温泉浴场建築正立面
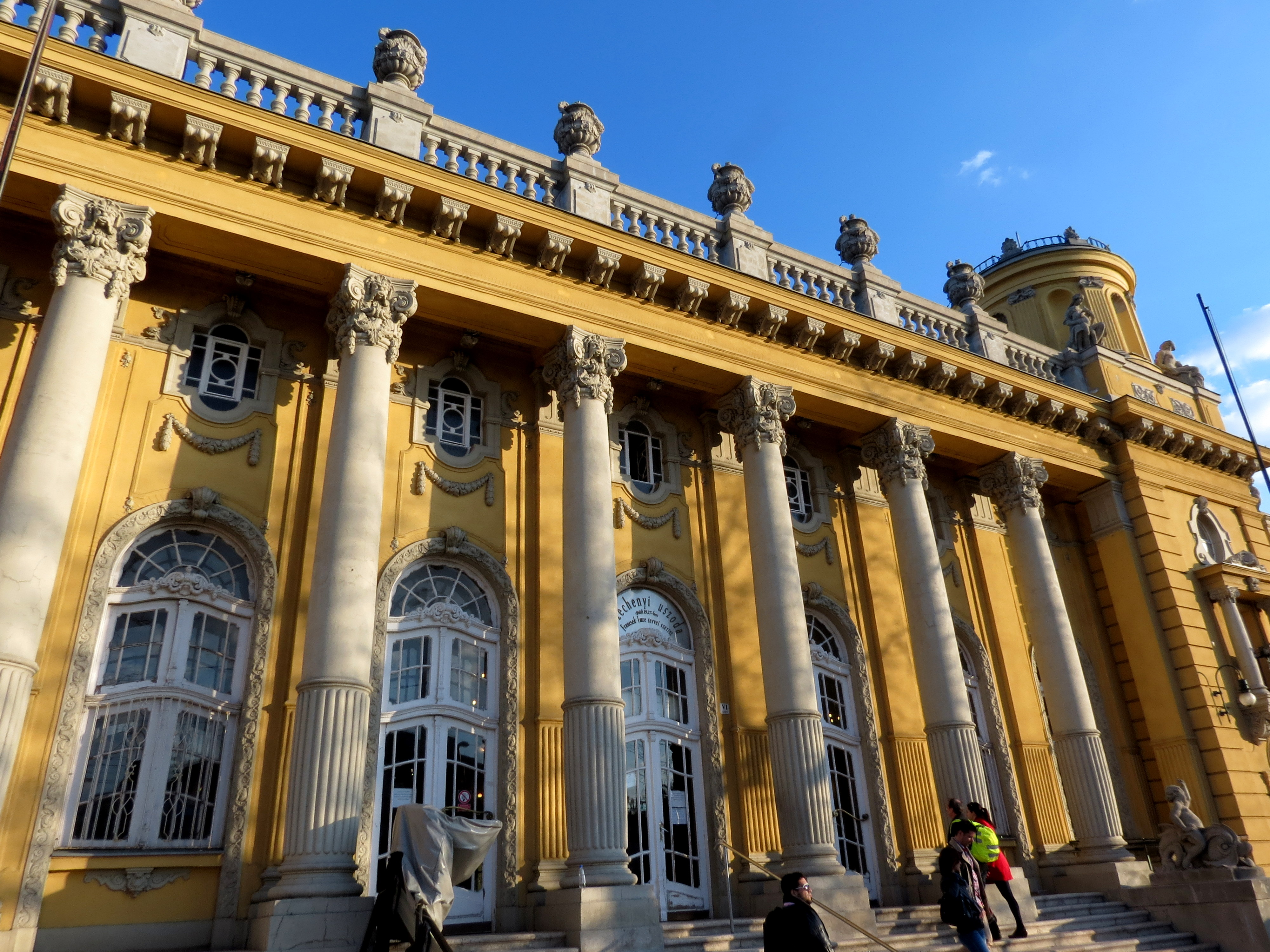
浴场北入口
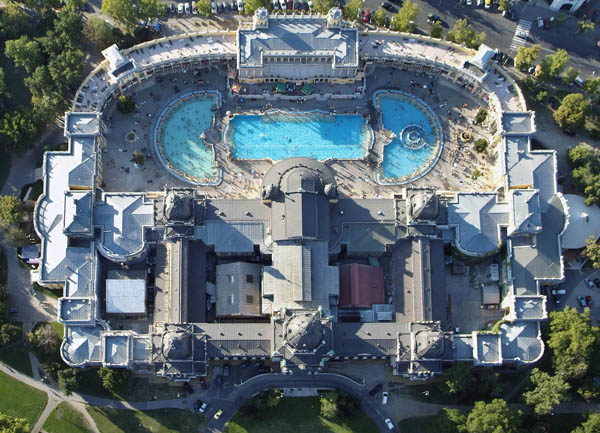
空拍塞切尼温泉浴場
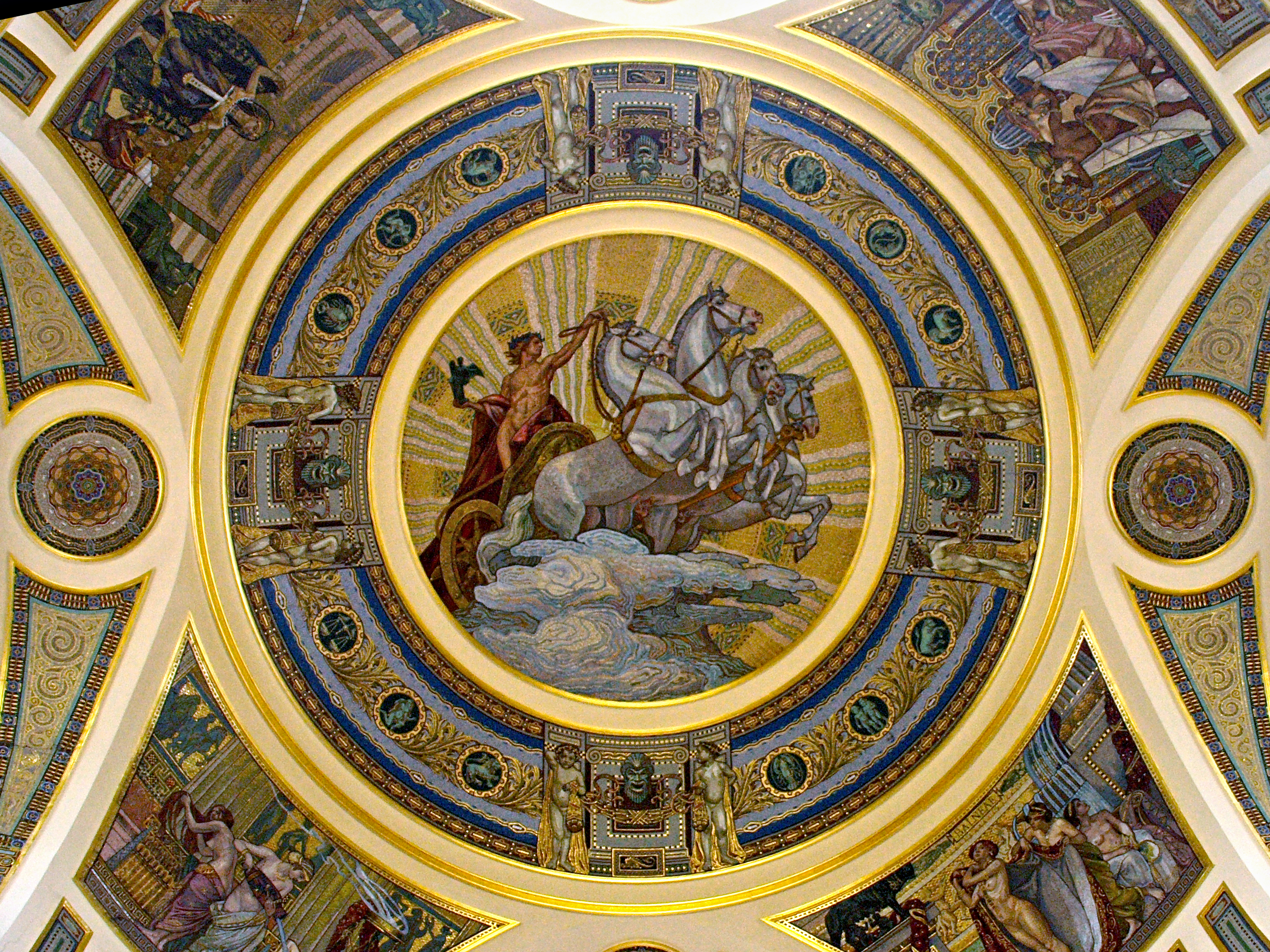
温泉浴场的穹頂

### 內部

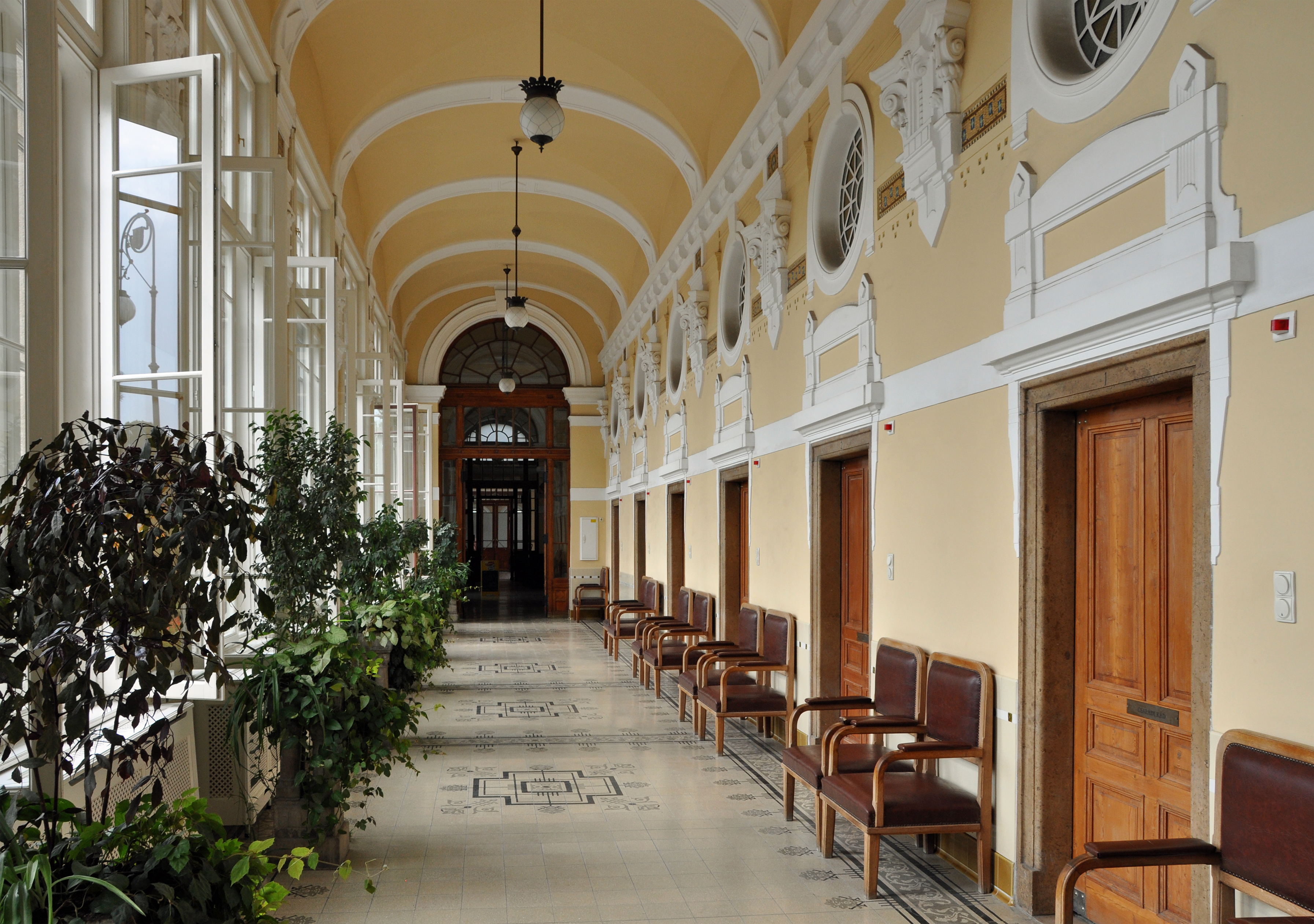
塞切尼温泉浴场的室內走廊
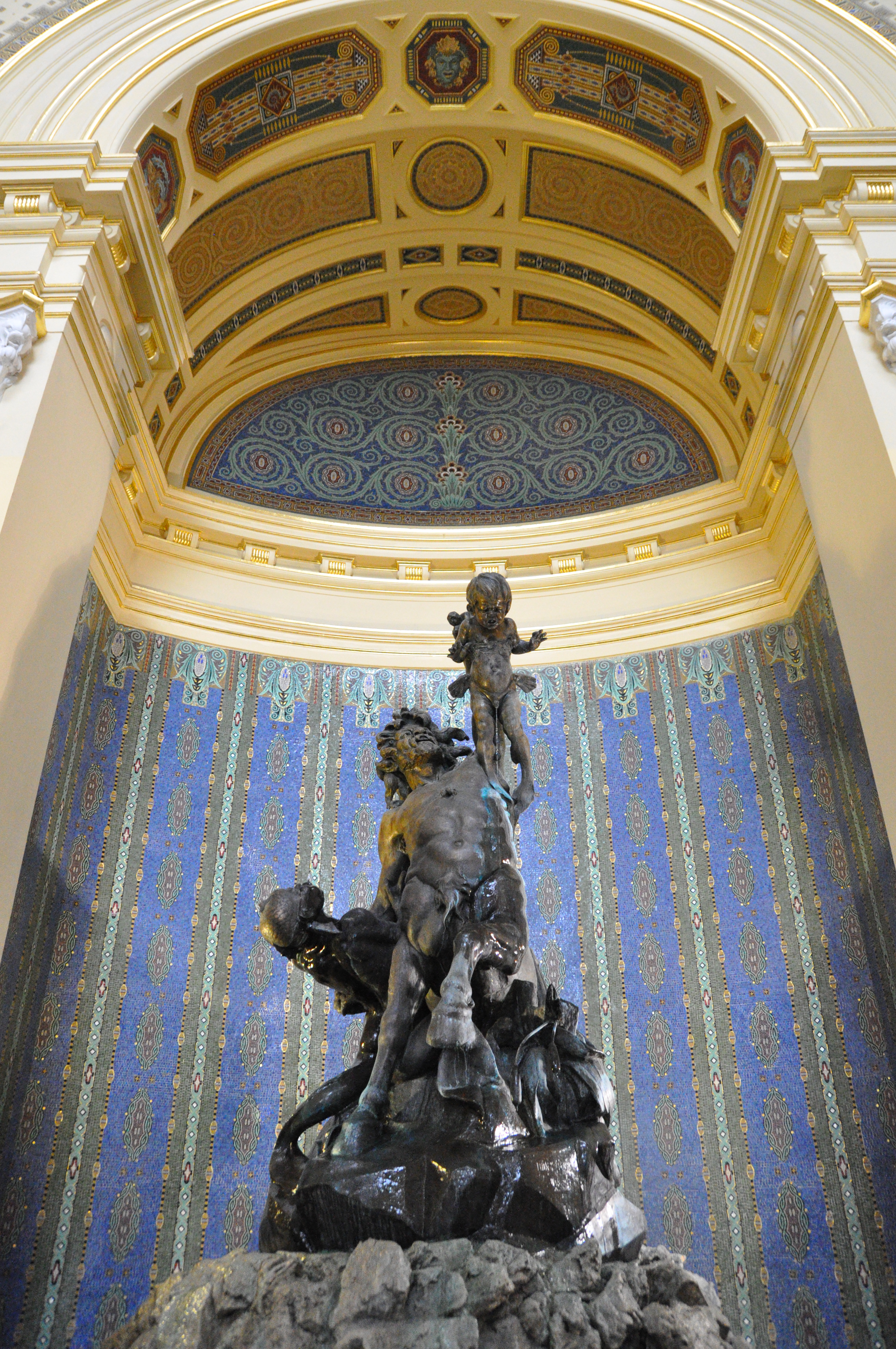
塞切尼溫泉浴場的雕像
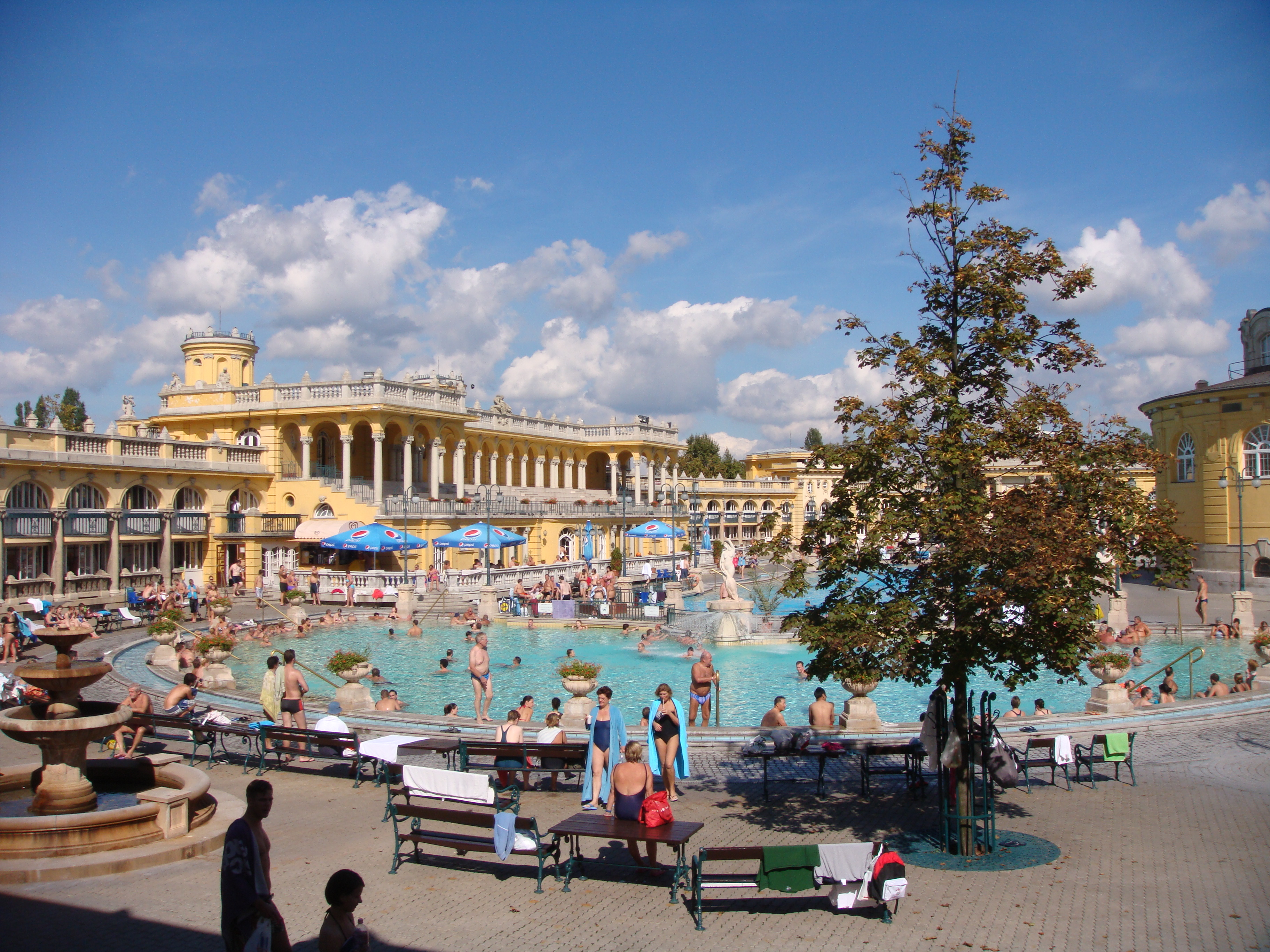
室外游泳池
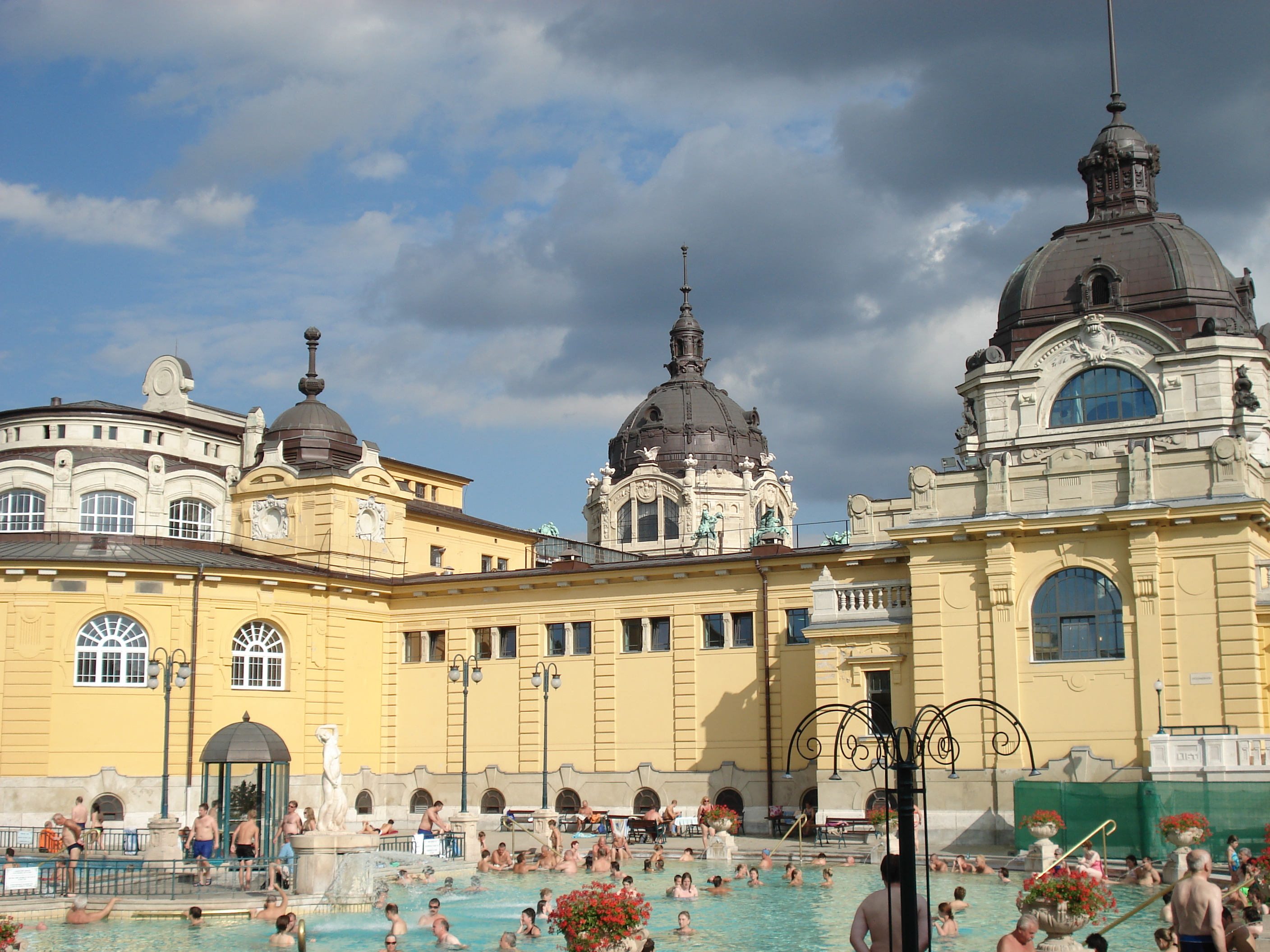
室外游泳池

## 外部連結
- Website （页面存档备份，存于）
- （英語） Budapest Spas and Hot Springs entry （页面存档备份，存于）
- （英語） The experience of visiting Szechenyi and other baths in Budapest （页面存档备份，存于）